# 埃爾登 (愛荷華州)
埃爾登（英語：Eldon）是一個位於美國愛荷華州瓦佩洛縣的城市。

## 地理
埃爾登的座標為40°55′04″N 92°13′13″W / 40.91778°N 92.22028°W，而該地的平均海拔高度為189米（即620英尺）。

## 人口
根據2010年美國人口普查的數據，埃爾登的面積為2.90平方千米，當中陸地面積為2.87平方千米，而水域面積為0.03平方千米。當地共有人口927人，而人口密度為每平方千米319人。